# Routes internationales dans l'Arabie orientale
Vous pouvez aider à l'améliorer ou bien discuter des problèmes sur sa page de discussion.
- La traduction est incomplète. (Marqué depuis mai 2016)
- Il est à actualiser. Certains passages sont obsolètes ou annoncent des événements désormais passés. (Marqué depuis juillet 2016)

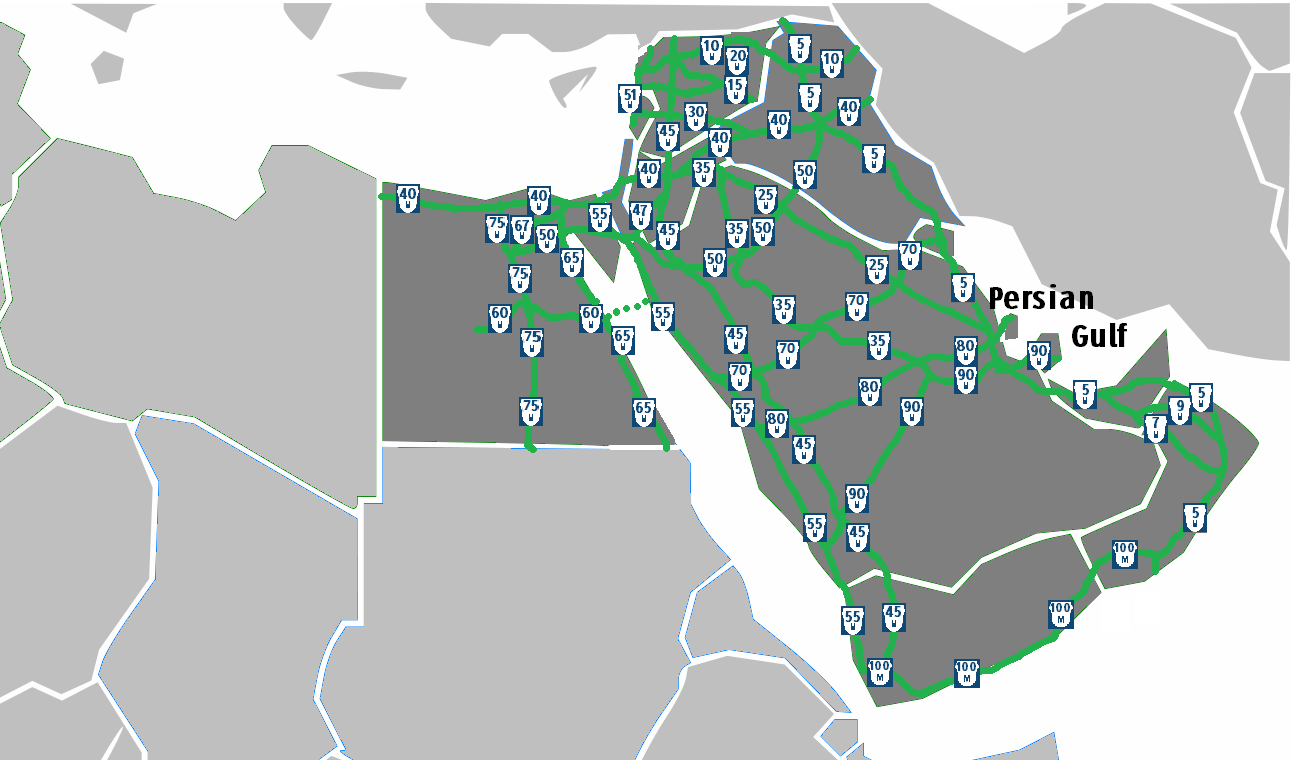
Réseau routier du Mashreq Arabe

Les routes internationales dans l'Arabie orientale (en arabe : شبكة طرق المشرق العربي الدولية) sont des routes entre les pays de la péninsule arabe en Syrie, Irak, Jordanie, Palestine, Israël, Liban, Koweït, Égypte, Arabie saoudite, Bahreïn, Qatar, Émirats arabes unis, Oman et au Yémen.
Ce réseau routier est le résultat de l'Accord des routes internationales dans le Mashreq arabe de 2001, un traité multilatéral des Nations unies qui est entré en vigueur en 2003 et a été ratifié par treize pays à qui ce réseau est utile. Le traité a été ratifié par l'État de Palestine mais pas par Israël, dans le cadre de la Commission économique et sociale de l'Asie occidentale (CESAO).

## Objectifs
Les objectifs sont de faire face à la mondialisation, de créer des zones de libre échange. L'objectif est donc de créer un réseau homogène et cohérent. Ces routes doivent être mises en service entre 2001 et 2016. La longueur totale du réseau est de 33 000 kilomètres.

## Implémentation
Le Koweït et Oman n'ont pas adhéré au traité. Les deux projets pilotes sont la M40 et la M45.

## Liste des routes

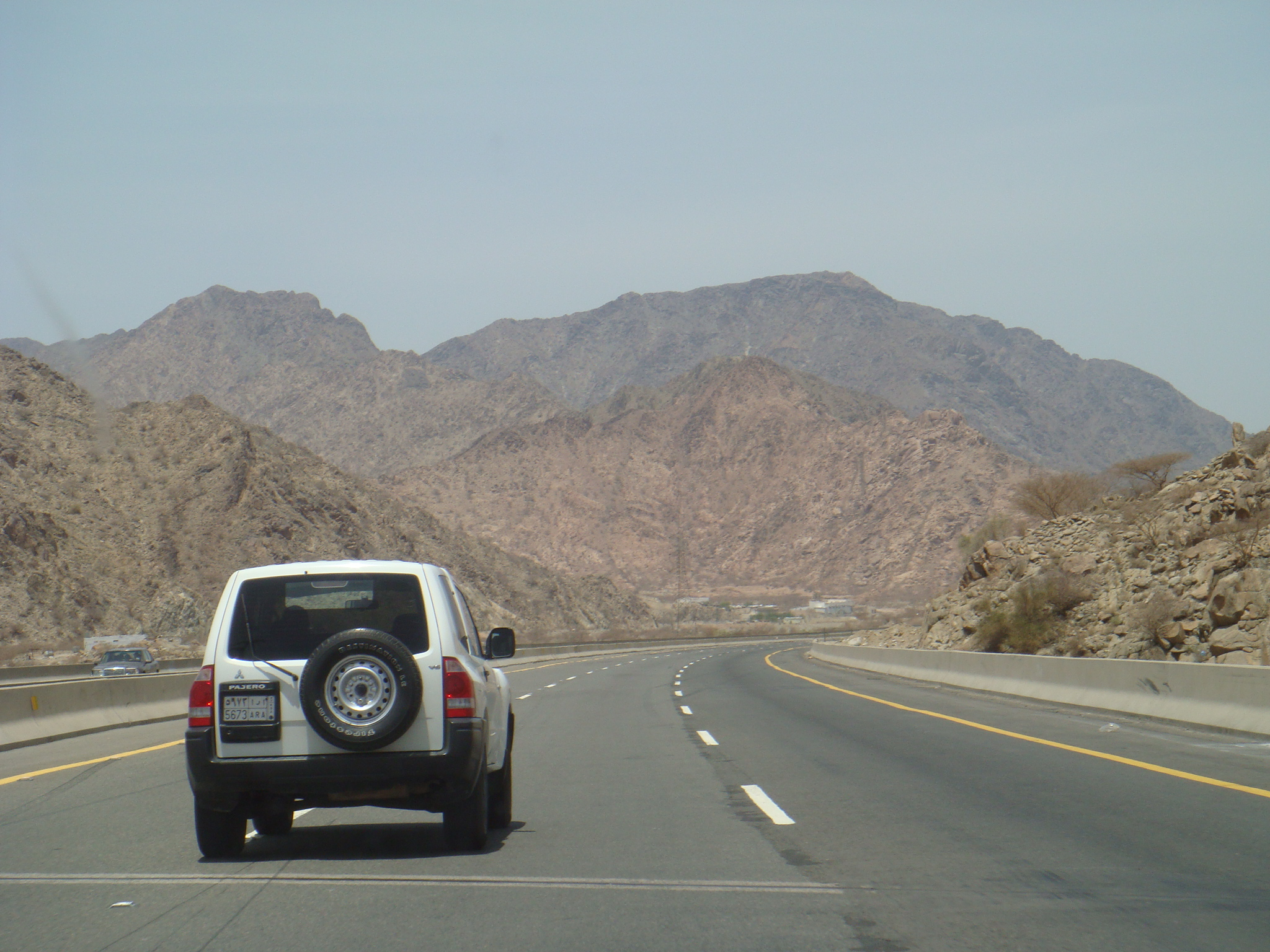
Route 60 de l'Arabie saoudite au travers de la chaîne du Hejaz près de Taif

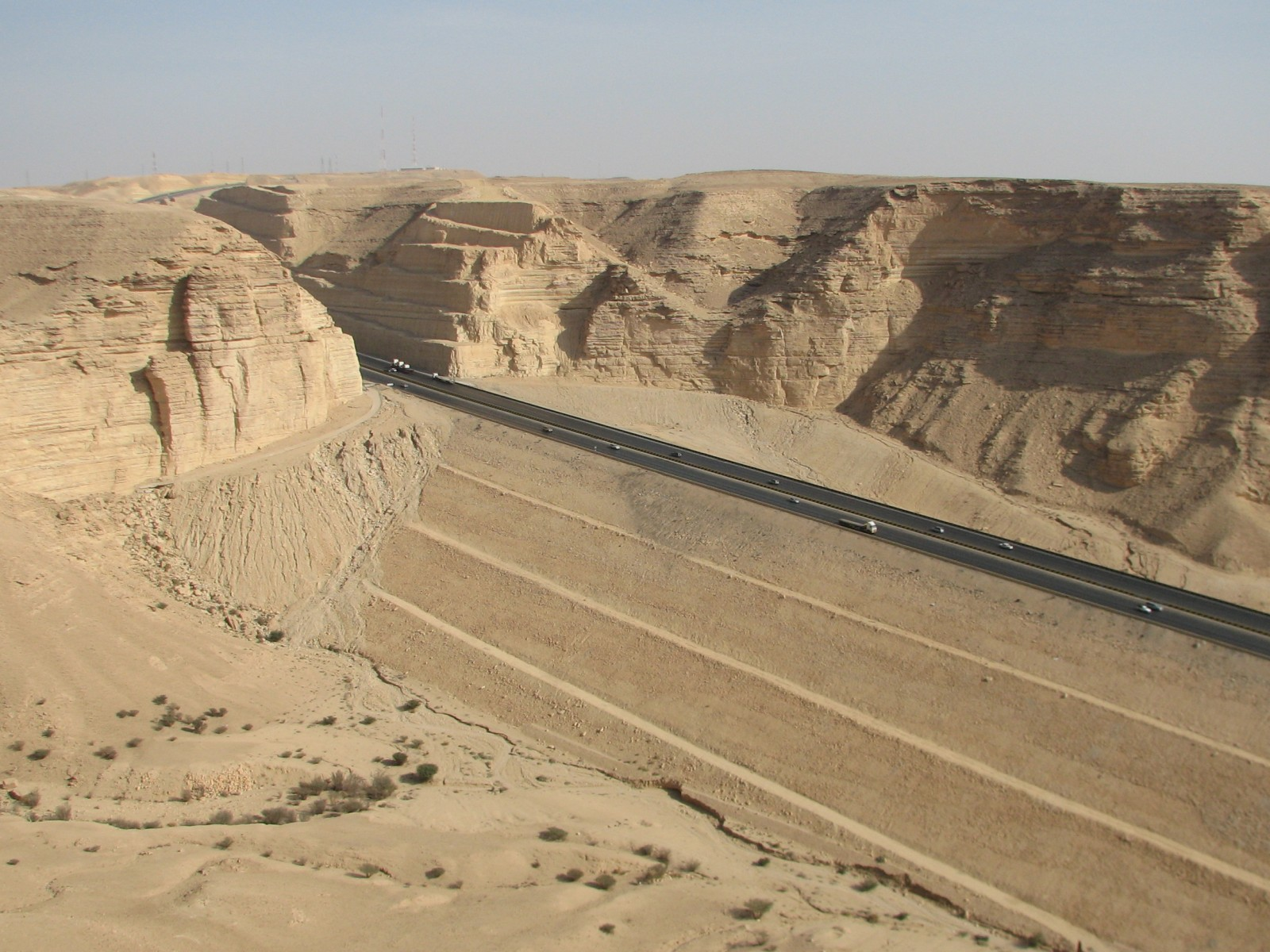
Route de Riyad à La Mecque près de Tuwaiq Escarpment en novembre 2006

| Identification | Alias                                                                            | Villes desservies |
| -------------- | -------------------------------------------------------------------------------- | --- |
|                | Irak - Est de la péninsule Arabe                                                 | Zakho - Moussel - Bagdad - Al Samawa - Bassora - Safwan - Abdally (Koweït) - Koweït - El Nouayseb (Koweït) - El Khafji - Abou Hédriya - Dammam - Al-Hufuf - Salwa - Al Bathaa - El Goueifat - Abou Dabi - Dubaï - Fujaïrah - Kalba Khatmat El Milaha - Sohar - Mascate (Oman) - Nizwa - Thamrit - Salalah\| |
|                | Abou Dhabi - Sahar                                                               | Abou Dhabi - Al Ayn - Buraimi - Sohar |
|                | El Ain - Nazwa                                                                   | Al Ayn - Mazid - Hafit - Nizwa |
|                | Nord de l'Irak - Est de la Méditerranée                                          | Hajj Omran - Arbil - Mossoul - Rabiiyya - Al Yaarabiyya - Al Qamishli - Alep - Lattaquieh |
|                | Alep - El Ramadi                                                                 | Alep - Deir ez-Zor - Elboukamal - Al-Qa'im - Ramadi |
|                | Centre de la Syrie                                                               | Qamishli - Al Hassaké - Deir ez-Zor - Homs - Tartous |
|                | L'Oléoduc                                                                        | Haditha - Arar - Hafar ElBaten - Abou Hédriya |
|                | Ouest de l'Irak - Est de la Méditerranée                                         | Al Rutba - Al Walid (Irak) - El Tenef - Damas - Jdeidet Yabous Masnae - Beyrouth |
|                | Centre de la Péninsule arabe                                                     | Amman - El Azrak - El Omari (Jordanie) - El Haditha - Sakakah - Hael - Barida - Riyad - El Kharj |
|                | Irak - Jordanie - Territoires palestiniens (…) , Littoral sud de la Méditerranée | El Muntheriya- Khanaqin - Bagdad - Al Ramadi - Rotba - Al Taribil - Al Karamé (en) - Al Azraq - Amman - Pont du Roi Hussein - Jérusalem - Gaza - Rafah - Al Arish - Kobri El Kantara - Port-Saïd - Alexandrie - El Salloum                                                                                  |
|                | Syrie - Jordanie - Arabie saoudite - Yémen                                       | Bab El Hawa - Alep - Homs - Damas - Nassib (Syrie) - Jaber - Alsarhan - Amman - Qetraneh - Jorof - Maans - El Medawawra - Halat Ammar - Teboub (Arabie Saoudite) - El Kéleiba - Al Ménawara - La Mecque - Abha - Elbe - Bakem - Sana'a - Ta'izz                                                             |
|                | Ma'an-Aqaba                                                                      | Ma'an - Aqaba |
|                | Bagdad - Le Caire                                                                | Bagdad - Kerbala - El Nakhib - Jdeidet Arar - Arar - Sakakah - El Keleibé - Tebouk (Arabie Saoudite) - El Dorra - Aqaba Eilat - Nuweiba - Al Nakhel - Al Chatt - Le Caire |
|                | Littoral Est de la Méditerranée                                                  | Kesab - Lattaquié - Tartous - Dabboussiyé - Abboudiyé - Tripoli - Beyrouth - Naqoura |
|                | Sinaï - Est de la mer Rouge                                                      | Al Arish - Nakhal - Nuweiba - Eilat - Aqaba - El Dorra (Jordanie) - Al Dorra (Arabie saoudite) - Douba) - Yanbu - Rabigh - Djeddah - El Darb - El Twal - Harad - Al-Hodeïda - Mokha |
|                | Ouest de l'Arabie Saoudite - Haute Égypte                                        | Dabaa Safaga - Qena - Mott |
|                | Littoral Ouest de la mer Rouge                                                   | Ismaïlia - Suez - Safaga - Halayeb |
|                | Koweit - Younbou                                                                 | Koweït - Al Salmi - Al Rakii - Hafar Al-Batin - Al Artawiya - Barida - Médine - Yanbu |
|                | la vallée du Nil                                                                 | Alexandrie - Le Caire - Qena - Arkine |
|                | Al Manama - Djeddah                                                              | Manama -King Fahd Causeway- Dammam - Riyad - Mecca - Djeddah |
|                | Doha - El Darb                                                                   | Doha - Abu Samra - Salwa- Al Bathaa - Harad - Al Khardj - Al Salil - Abha - Al Darb |
|                | Sud de la Péninsule arabe                                                        | Thamrit - Mazwouna - Chahan - Al Ghaida - Al Makla - Aden - Taaz - Mokha |

## Spécifications techniques
Les routes sont classifiées en trois catégories, sur la base des normes de l'American Association of State Highway and Transportation Officials (AASHTO) et du réseau routier asiatique :
- autoroutes de première catégorie (en anglais First-class freeways), interdisant les piétons ;
- routes express de première catégorie (en anglais First-class expressways), une route s'approchant de l'autoroute mais pouvant disposer de croisements au niveau du sol ;
- routes secondaires (en anglais Second-class road).

Le nombre de catégories de routes a été réduit comparé au réseau de routes asiatiques.
Les voies ont une largeur de 3,75 m, et un déblaiement vertical (hauteur) de 4,90 m.

## Installations et équipements routiers
Le traité définit dans ces trois langues des équipements routiers pouvant être installés sur ces routes :
- glissières de sécurité ;
- outils de tracé (plot pouvant être des dispositifs rétroréfléchissants). Pour tracer la route, il faut avoir recours aux appareils, tels que les poteaux des routes nationales et les poteaux courts équipés de réflecteurs pour améliorer la visibilité routière, surtout durant la nuit quand il y a du brouillard. Ils doivent être installés dans les zones dangereuses sur la route, surtout aux virages horizontaux ;
- appareils anti-éblouissants (pour éviter l'éblouissement des véhicules venant d'en face) ;
- éclairage routier : la route internationale doit être équipée d'une lumière adéquate aux échangeurs et aux intersections au niveau du sol, tunnels, ponts, points de passage des frontières et zones de repos ;
- informations pour l'usager de la route internationale ;
- système de communication d'urgence ;
- aires de repos et de services ;
- postes de péages ;
- postes frontaliers ;
- équipements divers.

## Signalisation routière
Le traité prévoit que la signalisation routière soit réalisée en accord avec la Convention de Vienne sur la signalisation routière.
Des amendements sont apports dans quatre domaines.

### Forme des panneaux

Formes
Panneaux d'avertissement

Formes des panneaux régulateurs
Stop
Céder la priorité
Fin de prohibition ou restriction
Priorité à la circulation qui arrive
Panneaux obligatoires

### Dimension des panneaux
Les panneaux ont des dimensions dépendant des panneaux et de la vitesse. Leurs dimensions données en millimètres :
- 600-750 ;
- 900 ;
- 1200-1500.

### Écriture
La signalisation bilingue est utilisée en arabe et en anglais. L'écriture arabe est en écriture naskh.
La hauteur des caractères dépend de la vitesse autorisée.

### Numérotation des routes
Les routes internationales sont numérotées avec la lettre M.

## Réseaux routiers des États membres
- Liste des autoroutes de la Syrie
- Liste des autoroutes de l'Irak
- Transport en Palestine (voir aussi Liste des autoroutes d'Israël)
- Transport en Jordanie
- Transport au Liban
- Transport au Koweït
- Catégorie:Transport en Égypte
- Transport en Arabie saoudite
- Transport à Bahreïn
- Transport au Qatar,
- Liste des autoroutes des Émirats arabes unis,
- Transport au Sultanat d'Oman
- Géographie du Yémen

## Réseaux routiers voisins
- Réseau routier asiatique
- Route européenne

## Texte du traité
- (fr) [PDF] treaties.un.org
- (en + ar) [PDF] treaties.un.org